# 黄柏延寿宫
黄柏延寿宫，俗称姑婆宫、游氏仙姑庙，是位于中国福建省宁德市柘荣县黄柏乡上黄柏村西北侧的一个明代古建筑，2007年7月入选第七批柘荣县文物保护单位。
黄柏延寿宫始建于宋朝，明朝永乐二十年（1422年）重建，历代皆有重修。神龛自左至右分别奉祀游氏仙姑、游四尊官和灵通周法师，殿内有莲花瓣柱础。建筑占地104平方米，坐东北向西南。正殿面阔三间，进深三间，硬山顶穿斗式木构架。